# Шпук Василь Степанович
Васи́ль Степа́нович Шпук (нар. 16 лютого 1989, с. Міженець, Старосамбірський район, Львівська область) — український футболіст, воротар канадійського клубу «Торонто Атомік».

## Кар'єра
Вихованець ДЮСШ Старий Самбір, СДЮШОР «Спартак» Івано-Франківськ (2005/06). Перший тренер — Іван Миколайович Лужецький.
На професіональному рівні дебютував 4 травня 2006 року у виїзній грі «Чорногори» (Івано-Франківськ) проти долинського «Нафтовика» у другій лізі. Влітку команда знялася зі змагань і Шпук у сезоні 2006/2007 захищав кольори «Факела» (Івано-Франківськ) у першій лізі.
З літа 2007 до літа 2009 року — у складі «Нафтовика-Укрнафти», але до головної команди не потрапив, провівши 18 ігор у першості дублерів.
З 2010 року виступав за стрийську «Скалу» у другій лізі, в складі якої швидко став основним голкіпером. Весняну частину сезону 2011/12 провів у першоліговому ФК «Львів» на правах оренди, проте врятувати клуб від вильоту не зумів.
Влітку 2013 року підписав контракт з прем'єрліговими львівськими «Карпатами», але згодом став вільним агентом.
Сезон 2014/2015 розпочав у складі тернопільської «Ниви».
На початку 2015 року став гравцем канадійського клубу «Торонто Атомік».